# الإمبراطور وين من سوي
الإمبراطور سوي ون تي  (21 يوليو 541- 13 أغسطس 604) -- الاسم الاصلي يانغ جيان كنية Naluoyan بالصينية (那羅延)
انه الإمبراطور الصيني سوي ون تي الذي نجح في توحيد الصين بعد أن تمزقت عده قرون. اما الصين التي وحدها فقد ظلت كذلك مئات السنين حتي أصبحت اقوي دوله في اسيا كلها. وكان من نتيجه ذلك ان سكان الصين الذين يعادلون خمس سكان العالم، لم يتعرضوا كثيرا لويلات الحروب. كما تعرض سكان أوروبا والشرق الأوسط.

## نشأته

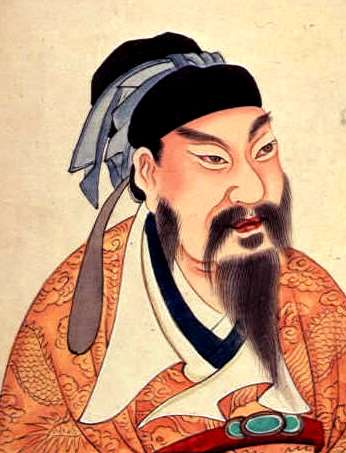
الإمبراطور وين من سوي

وقد ولد هذا الإمبراطور في سنه 541 م من أسرة غنية تنتسب إلى أحد وزراء سلالة هان وتولي قيادة جيوش سلالة زو الشمالية وهو في الرابعة عشره من عمره. وكان علي درجه عاليه من الكفاءة، ولذلك ترقي بسرعة المناصب العسكرية.

## صعوده كرسي الإمبراطورية
وفي سنه 573 تزوجت اخته ولي العهد. وبعد خمس سنوات توفي الإمبراطور. وأصبح ولي العهد امبراطورا. غير ان هذا الإمبراطور كان متخلفا في قواه العقليه مما ادي الي صرعات عديده في البلاط وحول العرش. واستطاع سوي ون تي ان يفوز في هذا الصراع وان يكون الإمبراطور الجديد، وكان وقتها في الاربعين من عمره. ولم يشعر هذا الإمبراطور الجديد بالسعادة لانه كان فقط امبراطورا علي شمال الصين. ولذلك حشد قواته ليغزو بقيه الصين ويخضعها له وجاء الفوز سريعا في سنه 588. وسرعان ما نجح. وبذلك أصبح امبراطور لعموم الصين.

## أهم أعماله
وبسرعه اقام عاصمه للصين الموحده، وشق قناه كبري تربط بين انهار الصين. ولم تكتمل هذه القناة الا في عصر ابنه الذي خلفه علي العرش.
ومن أهم اثار هذا الملك انه جعل اختيار موظفي الحكومة بالامتحان. وقد ادي ذلك الي اختيار أفضل العناصر في الصين كلها.
كما انه ابتدع نظاما يحرم علي الحاكم ان يكون من أبناء نفس الاقليم، تفاديا لمحاباه اقاربه ومحاسيبه وحتي لا تكون لحاكم الإقليم أي عصبيه تمكنه من ظلم الناس أو الانفراد بالسلطة والانفصال عن الحكومة المركزية.
وكان هذا الإمبراطور شديد الحرص. ولذلك تفادي الابهه، وفي نفس الوقت خفف الأعباء الضريبيه علي الشعب.كما كانت سياسته الخارجية ناجحه تماما.
وعلي الرغم من انه كان امبراطورا قويا الا انه كان يخشي الناس ويسئ الظن بهم. وقد كان لزوجته دورا كبيرا في مساندته. فقد كانت سيده قويه متسلطه.

## وفاته
توفي في الثالثة والستين من عمره. ويقال ان ابنه هو الذي دس له السم، وكان هذا الابن من احب الناس الي ابيه.

## مقارنه بينه وبين شارلمان
اما ماهي اهميه هذا الإمبراطور؟ فهذه الاهميه تظهر لنا بوضوح إذا نحن قارنا بينه وبين امبراطور أوروبي عظيم هوا شارلمان. هناك تشابه كبير بين الرجلين فشارلمان بعد ثلاثه قرون من سقوط روما استطاع ان يوحد أوروبا الغربية.
وكذلك فعل هذا الإمبراطور الصيني الذي وحد الصين بعد سقوط امبراطوريه هان. ولكن شارلمان أشهر اباطره الغرب ويعد سوي ون تي اقواهم اثرا وابعدهم نفوذا. فقد استطاع ان يوحد الصين كلها بينما لم يفلح شارلمان ان يوحد أوروبا الغربية وإنجلترا وإسبانيا وإيطاليا. ثم ان وحده الصين عاشت طويلا بينما وحده أوروبا لم تدم طويلا بعد وفاه شارلمان كما ان النهضة الثقافية قد عاشت طويلا في الصين، بينما النهضة في أوروبا لم تعش طويلا بعد شارلمان فهذا الإمبراطور الصيني كان له اعمق الاثر مدنيا وعسكريا وحضاريا علي الصين ولمئات السنين.